# Pugieu

Pugieu este o comună în departamentul Ain din estul Franței.